# Ksar El Gaâh
Ksar El Gaâh, Ksar El Ghâar ou Ksar Ouled El Haj est un ksar de Tunisie situé dans le gouvernorat de Tataouine.

## Localisation
Le ksar se situe sur une petite colline dans la plaine de la Djeffara, en surplomb d'un oued. Une mosquée et un puits abandonnés se trouvent à proximité.

## Histoire
La fondation du ksar est datée de 1910 selon Kamel Laroussi.
Le 15 mars 2022, un arrêté en fait un monument classé.

## Aménagement
Le ksar de forme rectangulaire (environ 100 mètres sur 80) compte 74 ghorfas, réparties sur un étage (trois seulement sur deux étages), dont une vingtaine sont effondrées. Il est probable qu'il en ait compté une centaine par le passé.
Une huilerie souterraine, partiellement ensablée, se trouve dans la cour.
L'ensemble est en ruines et largement ensablé, ce qui protège le bâti.